# Boeing 307
Boeing Model 307 Stratoliner là máy bay vận tải thương mại đầu tiên với cabin điều áp. Điều này cho phép máy bay bay ở độ cao 20.000 ft (6.000 m).

## Biến thể

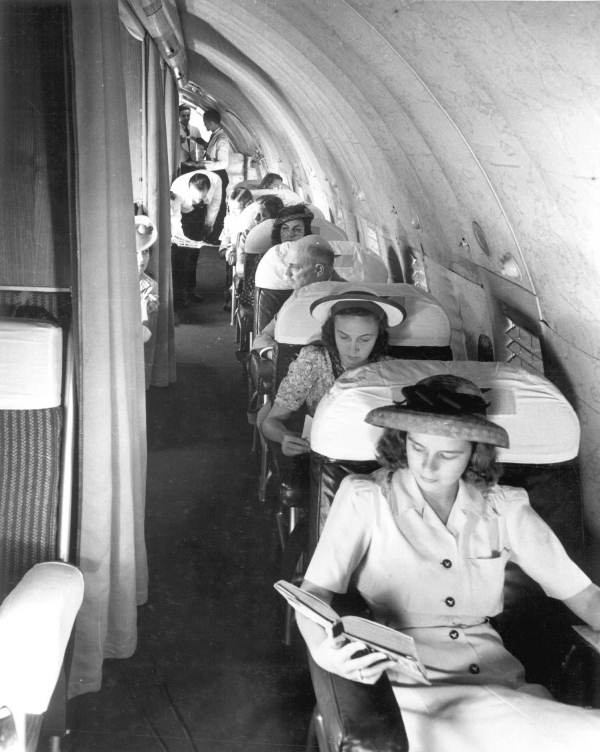
Hành khách trên một chiếc Boeing 307 của Pan Am

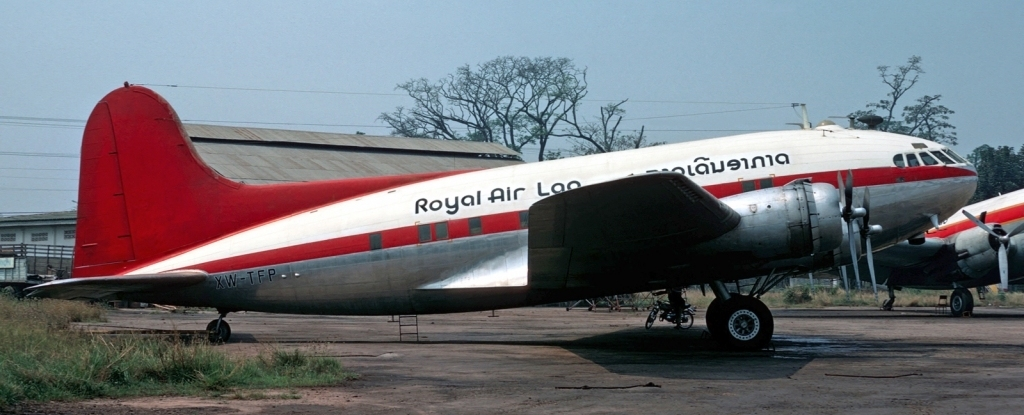
Boeing 307 Stratoliner của Royal Air Laos

307
Lắp động cơ Wright Cyclone GR-1820-G102.
307B
Lắp động cơ Wright Cyclone GR-1820-G105A.
C-75
5 chiếc Trans World 307B hoán cải thành máy bay vận tải của USAAF.
307B-1

## Quốc gia sử dụng

### Dân sự
Pháp
- Aigle Azur

 Vương quốc Lào
- Royal Air Lao

 United States
- Howard Hughes
- Pan Am
- TWA

### Quân sự
Haiti
- Không quân Haiti

 United States
- Không quân Lục quân Hoa Kỳ

## Tính năng kỹ chiến thuật (Boeing 307)
Dữ liệu lấy từ Jane's AWA 1942
Đặc điểm tổng quát
- Kíp lái: 5
- Sức chứa: 38 hành khách khi bay ngày, 25 hành khách khi bay đêm
- Chiều dài: 74 ft 4 in (22,6 m)
- Sải cánh: 107 ft 0 in (32,63 m)
- Chiều cao: 20 ft 9,5 in (6,33 m)
- Diện tích cánh: 1.486 ft²[2] (138 m²)
- Trọng lượng rỗng: 30.000 lb (13.608 kg)
- Trọng lượng có tải: 45.000 lb (20.420 kg)
- Động cơ: 4 × Wright GR-1820-G102, 1.100 hp (820 kW)  mỗi chiếc

 Hiệu suất bay 
- Vận tốc cực đại: 241 mph trên độ cao 6.000 ft (387 km/h trên độ cao 1.830 m)
- Vận tốc hành trình: 215 mph trên độ cao 10.000 ft (344 km/h trên độ cao 3.050 m)
- Tầm bay: 1.750 mi (2.820 km)
- Trần bay: 23.300 ft (7.110 m)
- Tải trên cánh: 28 lb/ft² (138 kg/m²)
- Công suất/trọng lượng: 0,098 hp/lb (160 W/kg)